# Inocencia Alcubierre
Inocencia Alcubierre, también Ino Alcubierre, (Uncastillo, 16 de junio de 1901-Madrid, 1927) fue una actriz española.

## Biografía
Alcubierre se trasladó de niña con sus padres a Barcelona; ya de joven trabajaba de acomodadora en un teatro del Paralelo.
En 1921, con 17 años, realizó su primer papel en el cine mudo de la época, un drama de época, en los que todavía se improvisaba. Consiguió su primer papel protagonista en la película de vaqueros Lilian. Poco después, en 1922, uno de los directores de cine más prominentes del momento, Ricardo de Baños, la seleccionó para el papel de Doña Inés, en Don Juan Tenorio. Este Don Juan Tenorio sería una de las mayores producciones cinematográficas del cine mudo español de la época. Alcubierre  consiguió el papel porque la actriz que debía protagonizar la cinta, junto con Fortunio Bonanova, había sido asesinada. Al terminar el rodaje, Alcubierre todavía no había cumplido los 18 años.
Tras una pausa de tres años, durante los que tuvo una hija, volvió al cine para rodar El niño de oro, una película sin mayor transcendencia.
Su gran éxito vendría con Nobleza baturra, rodada en 1925, una de las películas mudas de más éxito en España, de la que se han perdido todas las copias. El director y guionista, Joaquín Dicenta, consigue que Alcubierre, en su papel protagonista de María del Pilar, interpreta a la perfección «La pureza del personaje, víctima de una calumnia infame, vivía en Inocencia con dolor y coraje».
Ya como gran estrella, Alcubierre filmó en 1926 La malcasada, una película en cuyo argumento se defiende el divorcio, un tema muy discutido en la época.
Alcubierre falleció al año siguiente, en 1927, a los 26 años, en un accidente de automóvil.

## Filmografía
- 1921: Lilian
- 1922: Don Juan Tenorio
- 1925: Nobleza baturra
- 1926: La malcasada